# Joanna Bator
Œuvres principales
La Montagne de sable, 
L'Éventail japonais, 
Il fait noir, presque nuit
Joanna Bator, née le 2 février 1968 à Wałbrzych est une femme de lettres polonaise, journaliste, chroniqueuse de Gazeta Wyborcza. Elle fait partie du jury du Prix international Ryszard Kapuscinski.
En 2013, elle est lauréate du Prix littéraire Nike pour son roman Ciemno, prawie noc (Il fait noir, presque nuit littéralement Sombre, presque nuit).
Elle publie notamment dans  Twórczość, Czas Kultury, Tygodnik Powszechny, Bluszcz, Kultura i Społeczeństwo.
Elle est l'autrice de rapports de recherche, d'essais, de romans et de nouvelles.

## Biographie
Joanna Bator fait des études de lettres et sciences humaines (« Connaissance des cultures ») à l'Université de Varsovie, puis de sociologie à l'Académie polonaise des sciences (PAN). Elle a soutenu une thèse de doctorat en philosophie sur les aspects philosophiques du féminisme et sur les débats qui ont conduit les féministes à la psychanalyse et au postmodernisme. Cette thèse fut l'un des premiers travaux polonais sur le sujet.
De 1999 à 2008 Joanna Bator travaille comme chargée de recherches à l'Institut de philosophie et de sociologie de l'Académie polonaise des sciences. De 2007 à 2011, elle est également chargée de cours à l'Institut polono-japonais de technologies de l'information et dans plusieurs autres universités.
Elle a bénéficié de bourses de séjour pour aller à New York à The New School, Londres, et trois fois à Tokyo grâce à la JSPS (日本学術振興会), à la Fondation Canon en Europe et à la Fondation du Japon.
Elle est devenue experte et admiratrice de la culture japonaise. Le résultat du premier séjour de deux ans au Japon de Joanna Bator est le livre Japoński wachlarz (L'Éventail japonais) (2004, 2011) lauréat de plusieurs prix littéraires[réf. nécessaire].
Depuis 2011, Joanna Bator est devenue écrivaine à temps complet[réf. nécessaire].
Son premier roman Kobieta (Une femme) (2002) n'avait pas retenu l'attention de la critique, mais le second, Piaskowa Góra (La Montagne de sable) (2009), a remporté un grand succès en Pologne et à l'étranger, ouvrant la voie aux deux suivants : Chmurdalia (2010) et Ciemno, prawie noc (Il fait noir, presque nuit) (sorti fin 2012), qui remporte le Prix Nike en 2013[réf. nécessaire].

## Œuvres
- 2001 – Feminizm, postmodernizm, psychoanaliza (Le féminisme, le postmodernisme et la psychanalyse), Gdańsk, Słowo/Obraz Terytoria
- 2002 – Kobieta (Une femme), roman, Varsovie, Twój Styl
- 2004 – Japoński wachlarz (L'Éventail japonais), Varsovie, Twój Styl
- 2009 – Piaskowa Góra (Le Mont-de-Sable, publié aux Editions Noir sur Blanc, août 2014), Varsovie, Wydawnictwo W.A.B. (ouvrage sélectionné pour le Prix Nike et le Prix littéraire de Gdynia[3]  (ISBN 978-83-7414-553-4)
- 2010 – Chmurdalia (suite du Mont-de-Sable), Varsovie, W.A.B. (ouvrage sélectionné pour le Prix Nike)
- 2011 – Japoński wachlarz. Powroty (suite de L'Éventail japonais), Varsovie, Wydawnictwo W.A.B.
- 2012 – Ciemno, prawie noc (Il fait noir, presque nuit), Varsovie, Wydawnictwo W.A.B. (ouvrage couronné du Prix Nike en 2013)[4].